# 湯之岱站

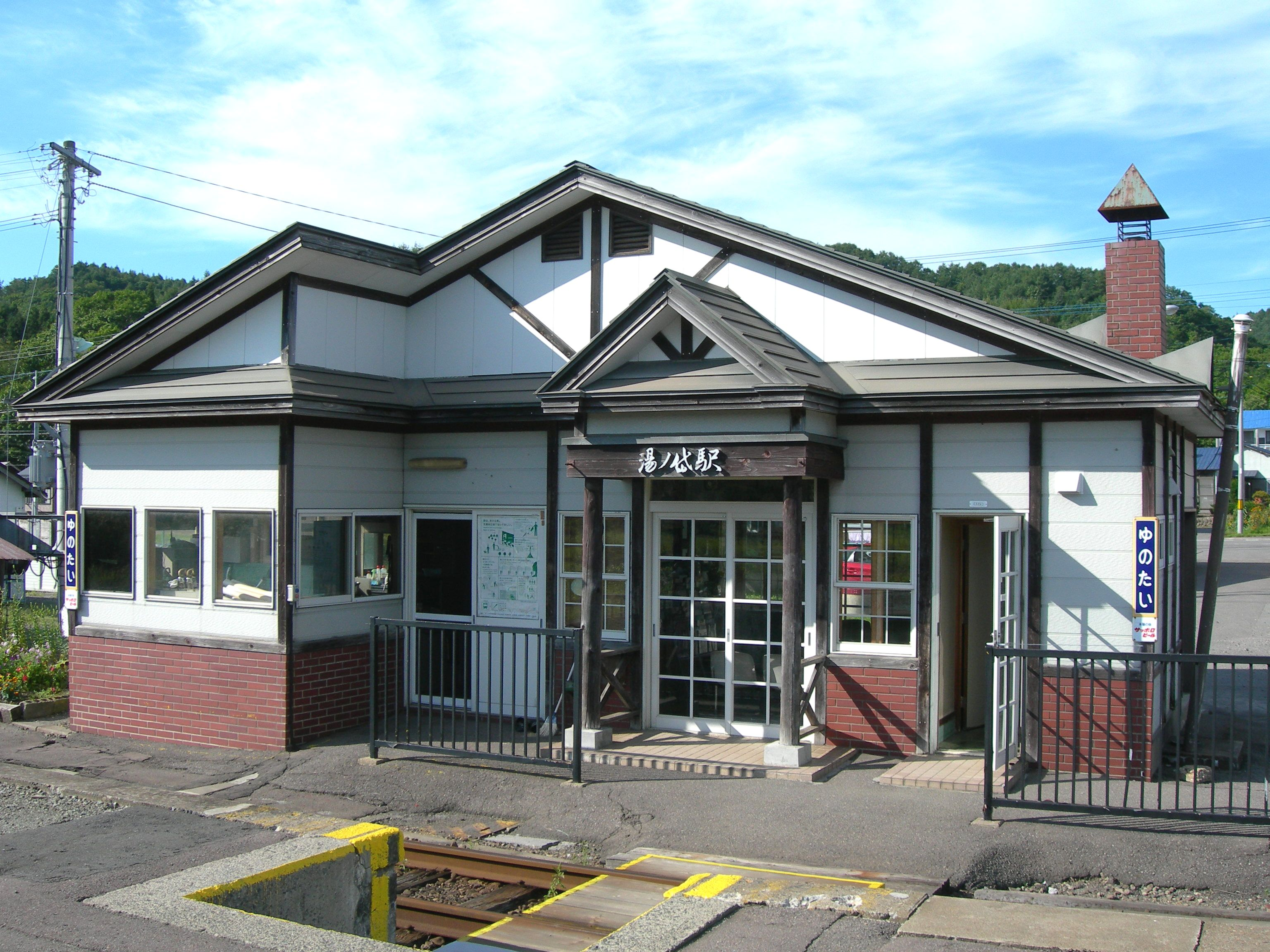
湯之岱車站大樓（站內）
（2011年8月）

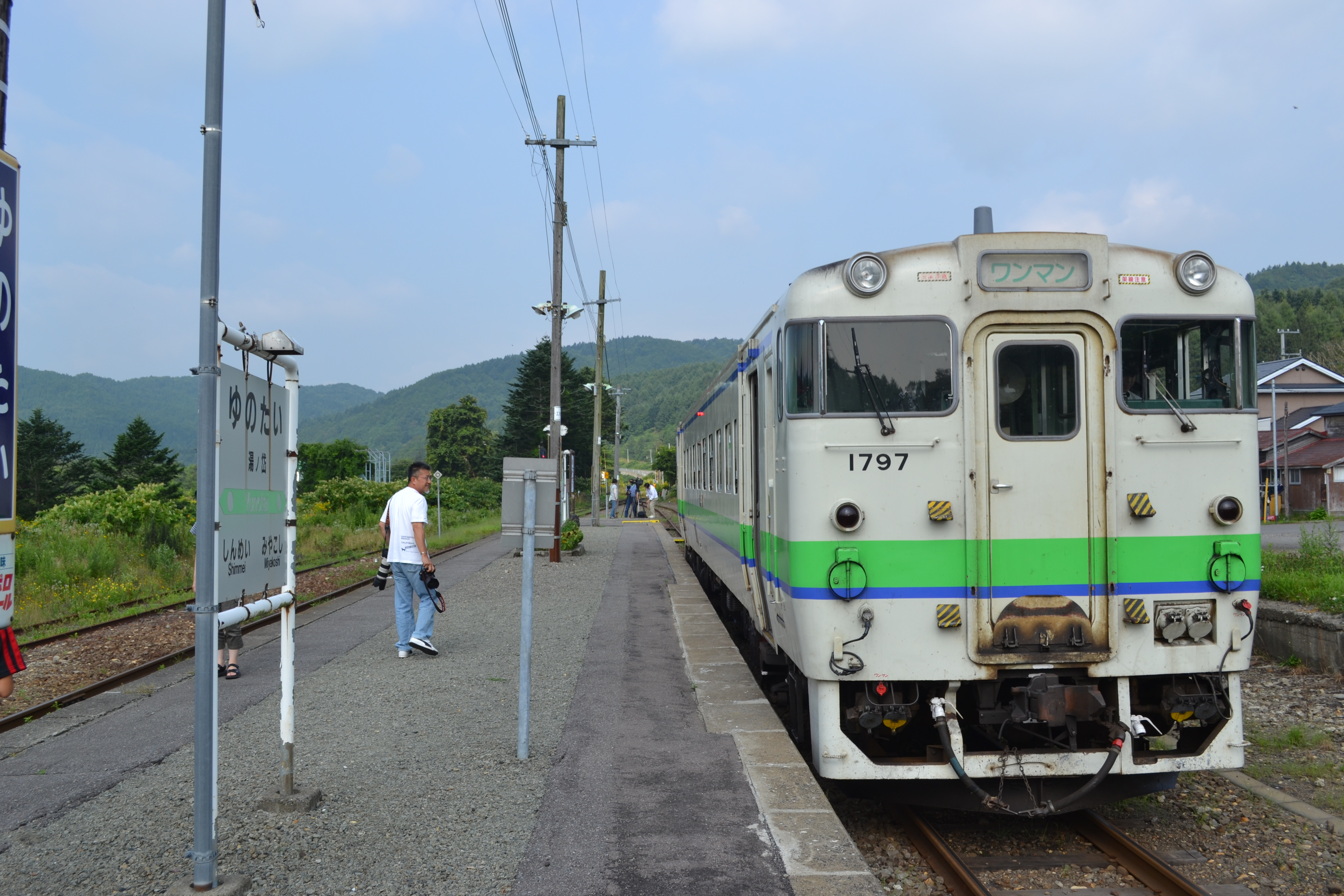
停車中的列車（2013年8月）

湯之岱站（日语：／ Yunotai eki */?）是位於北海道檜山郡上之國町字湯之岱，北海道旅客鐵道的江差線車站（廢站）。隨著江差線木古內站至江差站廢除，車站在2014年（平成26年）5月12日廢除。

## 歷史

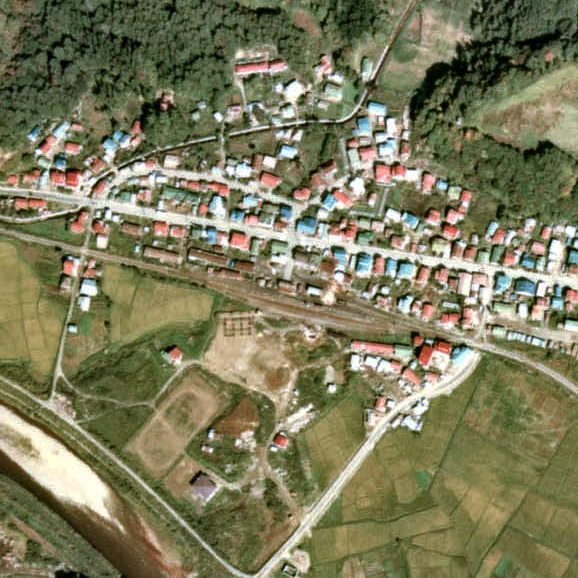
1976年的湯之岱站與方圓約500米範圍。左邊是江差方向。當時設有1面2線的島式月台，車站大樓旁邊靠近木古內一方設有貨物月台和引込線。車站後方設有2條留置線。

- 1935年（昭和10年）12月10日：國有鐵道（鐵道省）上磯線木古內站至此站之間開通，此站啟用。當時為一般車站。
- 1936年（昭和11年）11月10日：此站至江差站之間開通，上磯線改名為江差線。
- 1949年（昭和24年）6月1日：隨著實施日本國有鐵道法，日本國有鐵道（國鐵）繼承此站。
- 1982年（昭和57年）11月15日：結束處理貨物[1]。
- 1984年（昭和59年）2月1日：結束處理行李[1]。
- 1987年（昭和62年）4月1日：伴隨國鐵分割民營化，車站由北海道旅客鐵道（JR北海道）營運。
- 1989年（平成元年）12月25日：車站大樓翻新，大樓外觀是山小屋風[1]。
- 2002年（平成14年）4月1日：此站由管理站變成江差站的被管理站。但是，職員編排沒有改變[1]。
- 2014年（平成26年）5月12日：江差線木古內站至江差站之間廢除，此站也廢除[2]。

## 車站構造
截至車站廢除前，此站是地面車站，設有1面2線的島式月台。當時可進行列車交會，站內設有留置線。當時早上設有2組列車進行列車交會。由於此站的轉轍器是使用彈簧式轉轍器，因此不需要進行更改轉轍器作業。而當需要進行夜間停泊等，列車需要折返往江差方向時，職員會手動控制轉轍器。此站是前往江差站中最後一座列車交會車站，因此此站至江差站之間只有1個閉塞。
此站是由江差站管理的職員配置站。由於設有運輸業務，因此職員整日當值。原本此站是管理站，後來重組架構後由江差站管理。此站不再設有獨立站長，只有站長助手（湯之岱在勤），該員工兼務站長。截至車站廢除前有3名職員當值。
冬秀期間，為了除雪作業，因此列車不能停泊在江差站。此站至江差之間設有不載客柴油列車行走。而此站設置了乘務員宿舍。
車站大樓內設有候車室和售票櫃臺。可購買車票、回數票、自由席特急券（只限前往JR北海道的車站），以補充票的形式發行。但是，售票櫃臺中設有前往桂岡、上之國、江差、木古內、函館各站的常備票。

### 月台
| 月台 | 路線   | 方向             |
| ---- | ------ | ---------------- |
| 1    | 江差線 | 木古內、函館方向 |
| 2    | 江差線 | 上之國、江差方向 |

## 使用狀況
| 乘車人次變化 | 乘車人次變化     |
| 年度         | 一日平均乘車人次 |
| ------------ | ---------------- |
| 2011         | 12               |
| 2012         | 11               |
| 2013         | 23               |

## 車站周邊
- 上之國町公所湯之岱出張所[1]
- 江差警署（日语：江差警察署）湯之岱駐在所[1]
- 湯之岱郵局
- 湯之岱溫泉（日语：湯ノ岱温泉 (北海道)）[1]

## 現況
截至2018年，月台和車站大樓被撤走。遺址於同年12月1日建設了複合大樓，內部設有集會設施、巴士候車室、町公所出張所和消防設施。建築物部分使用了江差線上的舊路軌。

## 其他
- 在1988年起播映的尼康電視廣告於此站取景。

## 相鄰車站
北海道旅客鐵道（JR北海道）
江差線
神明－湯之岱－宮越

## 注腳
1. 1 2 3 4 5 6 7 8 9 10  さよなら江差線編集委員会（編集） (编). . 北海道新聞社. 2014: 163. ISBN 978-4-89453-743-9 （日语）.
2. ↑   (PDF) (新闻稿). 北海道旅客鉄道. 2013-04-26  [2013-04-26]. （原始内容 (PDF)存档于2013-05-13） （日语）.
3. ↑  . 上ノ国町.   [2021-06-06]. （原始内容存档于2022-01-29） （日语）.